# Златоуст (Костанайская область)
Златоуст (каз. Златоуст) — село в Сарыкольском районе Костанайской области Казахстана. Административный центр Златоустовского сельского округа. Код КАТО — 396237100.

## География
Находится примерно в 33 км к северо-западу от районного центра, села Сарыколь.
В 12 км к северо-западу от села находится озеро Жолтай, в 16 км к юго-западу — озеро Солёное, в 19 км к юго-западу — озеро Тениз.

## Население
В 1999 году население села составляло 1383 человека (675 мужчин и 708 женщин). По данным переписи 2009 года в селе проживало 1080 человек (527 мужчин и 553 женщины).